# Maltština
Maltština (maltsky malti) je původem semitská řeč maltského národa. Maltštinou mluví kolem 400 000 obyvatel Malty a přibližně stejný počet Malťanů žijících v emigraci v zahraničí (USA, Kanada, Austrálie, Velká Británie atd.). Maltština je dnes úřední řečí na Maltě (od roku 1936, kdy spolu s angličtinou nahradila italštinu).

## Původ
Maltština je semitskou řečí, při svém vzniku silně ovlivněnou féničtinou a severoafrickými dialekty arabštiny s výraznými deriváty a substráty řečí jiných (zejména italštiny, zde především sicilského dialektu, a také angličtiny). Vývoj maltštiny odpovídá tedy i velice bohatým dějinám maltského národa samotného. Maltština je jediným semitským jazykem, který se píše latinkou.

## Gramatika
Přestože maltština je silně ovlivněna románskými jazyky, zejména sicilskou italštinou, zůstala její gramatika výrazně semitskou. Přídavné jméno stojí za podstatným jménem, slovosled je silně flexibilní. Obdobně jako v arabštině a hebrejštině mají podstatná i přídavná jména určitý člen (např. L-Art L-Imqaddsa, v překladu „ta země ta svatá“, tedy „Svatá země“; srovnej arabsky Al-Ardh al-Muqaddasa). Toto pravidlo však neplatí u jmen románského původu.
Podstatná jména mají mimo množného čísla i číslo duální (podvojné). Slova románského původu tvoří množné číslo koncovkami -i nebo -jiet (lingwa – lingwi „jazyk“ – „jazyky“, arti – artijiet „umění“). Množné číslo, tvořené podle semitského vzoru, je složitější. Pravidelná podstatná jména dostávají koncovku -ijet resp. -ijiet (jako arabsky -at, hebrejsky pak -ot) nebo -in (obdobně hebrejsky -im). U nepravidelných podstatných jmen se jedná o tzv. pluralis fractus (lomený plurál), kdy dochází mimo jiné ke změně vnitřních slabik kmene (ktieb – kotba „kniha“ – „knihy“, raġel – irġiel „muž“ – „muži“).
Slovesa jsou jako u jiných semitských řečí časována pomocí předpon, přípon i infixů, tedy vnitřních slabik (změna kmene). Neobvyklé je používání arabských předpon a přípon u sloves románského původu (např. iddeċidejna „rozhodli jsme“ z (i)ddeċieda jako sloveso románského původu + -ejna jako arabská koncovka 1. osoby množného čísla pro minulý čas).

## Slovní zásoba
Slovní zásoba maltštiny je směsí arabsko-semitských pojmů s italštinou a je částečně obohacena i pojmy z angličtiny. Odhaduje se, že asi 60 % slovní zásoby je semitského původu, zbývajících 40 % románského.
Výrazy vztahující se na základní pojmy jsou zpravidla semitského resp. arabského původu (raġel – „muž“, mara – „žena“, tifel – „dítě“, dar – „dům“, xemx – „slunce“, sajf – „léto“).
Slova popisující pozdější či moderní pojmy a souvislosti jsou většinou románského (italského) původu (skola – „škola“, gvern – „vláda“, repubblika – „republika“, re – „král“, pulizija – „policie“). Výrazy románského původu přitom odpovídají spíše sicilskému dialektu než spisovné italštině (teatru a ne teatro pro „divadlo“ atd.).
Slova převzatá z angličtiny (více méně taktéž moderní) byla ohledně výslovnosti částečně upravena (strajk = anglicky strike [strajk] = „stávka“), částečně převzata beze změny (union = anglicky union = „svaz“).

## Písmo
Maltština je jedinou semitskou řečí používající latinské abecedy obohacené o několik vlastních znaků. Tyto znaky jakož i výslovnost těchto i ostatních jsou uvedeny v následující tabulce.
| znak | výslovnost | poznámky |
| ---- | ---------- | --- |
| A    | a          | ano |
| B    | b          | banka, ale na konci slova jako „P“                                                                                        |
| Ċ    | č          | čára |
| D    | d          | datum, ale na konci slova jako „T“                                                                                        |
| E    | e          | elán |
| F    | f          | fikce |
| Ġ    | dž         | džungle |
| G    | g          | galoše, ale na konci slova jako „K“                                                                                       |
| GĦ   | …          | prodlužuje více méně přidružené samohlásky (spolu s jinými efekty); následuje-li znak „H“, vyslovuje se jako dvojité „Ħ“. |
| H    | …          | nevyslovuje se, s výjimkou, když stojí na konci slova, kde se vyslovuje jako „Ħ“ (neznělá faryngální frikativa).          |
| Ħ    | …          | hangár (vydechuje se ovšem velice měkce, něco ve směru mezi „j“ a „ž“ jako španělské dvojité ll)                          |
| I    | i          | inkoust |
| IE   | í          | íránský (dlouhé í) |
| J    | j          | jádro |
| K    | k          | kedluben |
| L    | l          | lože |
| M    | m          | moře |
| N    | n          | nebe |
| O    | ó          | óda |
| P    | p          | pád |
| Q    | '          | jako arabské qáf; hrdelní k (neznělá uvulární ploziva)                                                                    |
| R    | r          | růže |
| S    | s          | sako |
| T    | t          | tam |
| U    | u          | nutno |
| V    | v          | venku, ale na konci slova jako „F“                                                                                        |
| W    | …          | má obdobnou výslovnost jako anglické „w“ ve slovech jako wire, why atd. (něco mezi „u“ a „v“), tzv. „obouretné v“         |
| X    | š          | šachy (v mnoha případech psáno dvojitě a takto i vyslovováno)                                                             |
| Z    | c          | práce, ale v některých cizích slovech jako „dz“                                                                           |
| Ż    | z          | mazat, ale na konci slova jako „s“                                                                                        |

Poznámka k pravopisu: ne ve všech maltských textech je vždy používáno správných znaků s diakritikou – jejich interpretace je mnohdy ponechána čtenáři.

## Příklady

### Číslovky
| Maltsky | Česky |
| wieħed  | jeden |
| tnejn   | dva   |
| tlieta  | tři   |
| erbgħa  | čtyři |
| ħamsa   | pět   |
| sitta   | šest  |
| sebgħa  | sedm  |
| tmienja | osm   |
| disgħa  | devět |
| għaxra  | deset |

## Vzorový text
Otčenáš (modlitba Páně):
Missierna, li inti fis-smewwiet,
jitqaddes ismek,
tiġi saltnatek,
ikun li trid int,
kif fis-sema hekkda fl-art.
Ħobża ta’ kuljum
agħtina llum.
Aħfrilna dnubietna, bħalma
naħfru lil min hu ħati għalina.
U la ddaħħalniex fit-tiġrib,
iżda eħlisna mid-deni. Amen.

### Všeobecná deklarace lidských práv
| maltsky | Il-bnedmin kollha jitwieldu ħielsa u ugwali fid-dinjità u d-drittijiet. Huma mogħnija bir-raġuni u bil-kuxjenza u għandhom iġibu ruħhom ma' xulxin bi spirtu ta' aħwa. |
| česky   | Všichni lidé se rodí svobodní a sobě rovní co do důstojnosti a práv. Jsou nadáni rozumem a svědomím a mají spolu jednat v duchu bratrství.                             |